# Etinilestradiol
O etinilestradiol (EE) é um derivado de 17β-estradiol (E2), o principal estrogénio endógeno nos seres humanos. O EE é um estrogênio bioativo utilizado por via oral, usado em muitas formulações de pílulas anticoncepcionais orais combinadas. É um dos medicamentos mais comumente utilizados para esta finalidade.
O etinilestradiol transdermal carrega um maior risco de formação de coágulos e tromboembolismo venoso do que o 17 beta estradiol, o que alguns têm teorizado estar relacionado com diferentes quantidades de metabolismo hepático após a absorção. As mesmas contra-indicações e precauções aplicam-se ao EE assim como em outros medicamentos de estrogênio.
O Estinyl é uma preparação de EE utilizada para o tratamento dos sintomas da menopausa e hipogonadismo feminino.
O EE é liberado para o meio ambiente como um xenoestrógeno a partir da urina e fezes de pessoas que o tomam como medicação. A grande preocupação com o excesso de estrogênio é de câncer de endométrio. Assim, o medicamento é geralmente prescrito com progesterona na composição do anticoncepcional.

## História
O primeiro estrogénio esteróide semi-sintético oralmente activo, EE (17α-etinilestradiol), análogo do 17α-etinil de E2, foi sintetizado em 1938 por Hans Herloff Inhoffen e Walter Hohlweg na Schering AG, em Berlim. O etinilestradiol foi aprovado pela FDA nos Estados Unidos em 25 de junho de 1943 e comercializado pela Schering como Estinyl.
A FDA retirou a aprovação do Estinyl como eficaz em 04 de junho de 2004, a pedido da Schering, que descontinuou a venda do Estinyl.

## Farmacologia
Enquanto o E2 é facilmente absorvido por via oral, ele é também rapidamente inativado pelo fígado. A substituição no C17 do esteróide estrano com um grupo etinilo proporcionou um estrogénio que é muito mais resistente à degradação e abriu o caminho para o desenvolvimento de contraceptivos orais.
O EE é absorvido no intestino delgado, e atinge um pico cerca de 2 horas após a sua absorção. Sofre metabolismo extenso no fígado envolvendo o citocromo P450 isoenzima 3A4. O EE e seus metabólitos são excretados com a bile. Devido ao efeito da circulação entero-hepática, um segundo pico é visto horas mais tarde. Individualmente, existem grandes variações no processo geral de absorção, que pode ainda ser modificado por drogas (ex: antibióticos) que afetam a circulação entero-hepática ou as enzimas hepáticas. Na circulação o EE está quase totalmente ligado à albumina plasmática. Ele é metabolizado pela hidroxilação do anel aromático e excretado nas fezes e na urina, em parte como glucurónido e conjugado de sulfato.
O EE é hormonalmente eficaz através da ativação do receptor de estrogênio, sendo portanto um estrogénio. Sua utilização mais comum está na combinação de estrogênio-progestina em contraceptivos orais. Ao longo do tempo, as formulações têm diminuído a dose de EE de 100 ug até 10 mg em LoLoestrin Fe.

## Química do EE

É preparado a partir de estrona, em uma única etapa pela etinilação com etino, sódio ou potássio metálicos e amônia líquida.